# Over fjorden under vandet
|  | Denne artikel er oprettet af botten Steenthbot ud fra en ekstern database. Den kan derfor have sproglige fejl eller mangler. Denne skabelon kan fjernes efter kontrol af indholdet. |

Over fjorden under vandet er en dansk dokumentarfilm fra 1964 instrueret af Flemming la Cour.

## Handling
Om Limfjordstunnelen.